# Lubraniec (stacja kolejowa)
Lubraniec – dawna wąskotorowa stacja kolejowa w Kolonii Piaskach, w gminie Lubraniec, w powiecie włocławskim, w województwie kujawsko-pomorskim, w Polsce.